# Розроблення нафтових родовищ
Розро́блення на́фтових родо́вищ — комплекс робіт з вилучення нафтового флюїду із пласта-колектора.

## Загальний опис
Введення нафтового родовища в розроблення здійснюється на основі проекту пробної експлуатації, технологічної схеми промислової та дослідно-промислового розроблення, проекту розроблення. В проекті розроблення на основі даних розроблення та пробної експлуатації визначають умови, за яких буде вестися експлуатація родовища: геологічна будова родовища, колекторські властивості порід, фізико-хімічні властивості флюїдів, насиченість гірських порід водою, газом, нафтою, пластові тиски, температури тощо. Базуючись на цих даних, шляхом гідродинамічних розрахунків встановлюють технологічні показники експлуатації покладу для різних варіантів системи розроблення, проводять економічну оцінку варіантів та вибирають оптимальний. Системи розроблення передбачають: виділення об'єктів розроблення, послідовність введення об'єктів у розроблення, темп розбурювання родовища, методи впливу на продуктивні пласти з метою максимального вилучення нафти; число, співвідношення, розташування і порядок введення в експлуатацію добувних, нагнітальних, контрольних і резервних свердловин; режим їх роботи; методи регулювання процесами розроблення; заходи щодо охорони навколишнього середовища. Нафта і супутній газ на поверхні зазнають первинної обробки.

## Водний період розроблення
Водний період розроблення — частина періоду розроблення покладу (експлуатаційного об'єкта) при витісненні нафти (газу) із пластів водою, коли видобування нафти (газу) супроводжується ростучим відбиранням води у видобувній продукції.

## Регулювання розроблення нафтового родовища
Регулювання розроблення нафтового родовища — цілеспрямоване підтримування необхідного, заданого режиму перебігу процесу розроблення родовища (наприклад, умов відбирання флюїдів) у рамках прийнятих технологічних рішень з метою отримання високих технологічних і економічних показників розроблення. При розробленні нафтових родовищ режим здійснення процесу задається проектними документами, технологічною схемою, проектом розроблення тощо, а відтак коректується роботами з аналізу розроблення конкретного родовища. Якщо припустити, що в цих документах режим процесу встановлено оптимальним, то необхідно було б, проводячи систематично контроль за параметрами процесу, відповідним чином здійснювати підтримування заданого режиму.
На практиці регулювання ускладнено рядом обставин:
- 1) пласт неоднорідний; характер неоднорідності виявляється дуже наближено, особливо у перших проектних документах за даними по кількох свердловинах; процес розроблення істотно схематизується; кожна свердловина і кожний окремий елемент покладу працюють з деякими відхиленнями від середнього, що виявляється лише в процесі експлуатації покладу;
- 2) встановлений у проектних документах режим відбирання флюїдів внаслідок неточності інформації при проектуванні або зміни вимог до експлуатаційного об'єкта може виявитися неоптимальним;
- 3) немає змоги підтримувати заданий режим в результаті порушення режиму дії на поклад або внаслідок відсутності технічних можливостей здійснювати відповідний режим роботи свердловин;
- 4) за різних причин може частково або повністю бути відсутнім систематичне здійснення контролю за процесом, що ускладнить уявлення про його стан.

Таким чином, існують чотири обставини, що ускладнюють процес регулювання:
- зміна уявлень про властивості покладу в процесі розбурювання і експлуатації;
- неоптимальний режим роботи необхідно відрегулювати;
- обмеження технічних можливостей підтримування режиму експлуатації;
- складність системи контролю за ходом процесу розроблення.

## Стадії розробки нафтових родовищ
- СТАДІЯ РОЗРОБКИ ПЕРША (стадія освоєння експлуатаційного об'єкта) — у нафтовидобутку — стадія розбурювання свердловин основного фонду і освоєння системи заводнення при розробці нафтового експлуатаційного об'єкта, яка характеризується ростом видобутку нафти за невеликої обводненості продукції. Стосовно до умов витіснення нафти водою.
- СТАДІЯ РОЗРОБКИ ДРУГА (стадія стабільного видобутку нафти) — у нафтовидобутку — стадія відносно стабільного високого рівня видобутку нафти (з відхиленням від максимального не більше ніж на 5 %) при розробці нафтового експлуатаційного об'єкта, яка характеризується ростом обводненості продукції на кінець стадії, переводом частини (за малої в'язкості пластової нафти) або практично усього фонду свердловин (за підвищеної в'язкості нафти) на механізовану експлуатацію і відбором на кінець стадії залежно від в'язкості відповідно 50-60 і 30-40 % видобувних запасів нафти. Стосовно до умов витіснення нафти водою.
- СТАДІЯ РОЗРОБКИ ТРЕТЯ — у нафтовидобутку — стадія розробки, що характеризується значним падінням видобутку нафти, швидким ростом обводненості, поступовим виключенням свердловин з експлуатації, переведенням практично усього фонду свердловин на механізований спосіб видобування, збільшенням дебіту свердловин по рідині і, нерідко, підвищенням відбирання рідини з об'єкта в цілому.

- СТАДІЯ РОЗРОБКИ ЧЕТВЕРТА (завершальна стадія розробки) — стадія розробки нафтового експлуатаційного об'єкта, яка характеризується низькими, повільно спадними рівнями видобутку нафти, поступовим скороченням діючого фонду свердловин, різким ростом або високою обводненістю продукції. Стосовно до умов витіснення нафти водою.

## СИСТЕМА РОЗРОБКИ НАФТОВОГО РОДОВИЩА
- 1) Сукупність технологічних і технічних засобів, які забезпечують ефективне проведення процесу розробки багатопластового або великого родовища, що ґрунтується на раціональному вирішенні питань виділення експлуатаційних об'єктів, послідовності їх освоєння, вибору систем розробки для кожного з об'єктів.
- 2) Сукупність наступних процесів: розбурювання покладів свердловинами за певною схемою і планом; здійснення і регулювання відбору нафти із покладу через ці свердловини; застосування методів впливу на пласти шляхом введення додаткової енергії; спостереження за правильністю розробки пластів та експлуатації свердловин.

## Розробка нафтових родовищ без впливу на пласт
Див. також Розробка нафтових родовищ без впливу на пласт
Розробка нафтових родовищ без впливу на пласт — розробка при пружноводонапірному режимі та розробка при режимі розчиненого газу. Системи розробки нафтових родовищ без впливу на пласти в даний час у світовій практиці застосовують відносно рідко, переважно на тривало експлуатованих сильно виснажених родовищах, розробка яких почалася задовго до широкого розвитку методів заводнення (до 1950-х рр.); при розробці порівняно невеликих за розмірами родовищ з активною законтурною водою, особливо у випадках пластів з тріщинуватими колекторами при високому напорі законтурних вод; родовищ, що містять надв'язкі нафти з неглибоким заляганням, або родовищ, складених низькопроникними глинистими колекторами.

## Темп розробки нафтових родовищ

Рис. Графік зміни темпу розробки в часі. 1 — родовище А; 2 — родовище В; І, ІІ, ІІІ, IV — стадії розробки.

Темп розробки z — відношення річного видобутку нафти до витягуваних запасів, виражається у відсотках. Цей показник змінюється в часі, відображаючи вплив на процес розробки усіх технологічних операцій, здійснюваних на родовищі в період його освоєння і регулювання. На рис. наведені криві, що характеризують темп розробки в часі на двох родовищах з різними геолого-фізичними властивостями. Виходячи з наведених залежностей, процеси розробки цих родовищ істотно відрізняються. За кривою 1 можна виділити чотири періоди (стадії) розробки.
Перша стадія — введення родовища в експлуатацію, коли відбувається інтенсивне буріння свердловин основного фонду, темп розробки безперервно збільшується і досягає максимального значення до кінця періоду. Зазвичай протягом цієї стадії добувають безводну нафту. Тривалість її залежить від розмірів родовища і темпів буріння свердловин, що становлять основний фонд. Досягнення максимального річного відбору видобуваємих запасів нафти не завжди збігається із закінченням буріння свердловин. Іноді воно настає раніше терміну разбурювання покладу.
Друга стадія — підтримка досягнутого максимального рівня видобутку нафти характеризується більш-менш стабільними річними відборами нафти. Основне завдання цієї стадії здійснюється шляхом буріння свердловин резервного фонду, регулювання режимів свердловин і освоєння повною мірою системи заводнення або іншого методу впливу на пласт. Деякі свердловини до кінця стадії перестають фонтанувати, і їх переводять на механізований спосіб експлуатації за допомогою насосів.
Третя стадія — зменшення видобутку нафти характеризується інтенсивним зниженням темпу розробки на тлі прогресуючого обводнення продукції свердловин при водонапірному режимі і різкому збільшенні газового фактора при газонапірному режимі. Практично усі свердловини експлуатуються механізованим способом. Значна частина свердловин до кінця цієї стадії вибуває з експлуатації.
Четверта стадія — завершальна стадія розробки характеризується низькими темпами розробки. Спостерігаються висока обводненість продукції і повільне зменшення видобутку нафти.
Перші три стадії, протягом яких відбирають від 70 до 95 % від видобуваємих запасів нафти, утворюють основний період розробки. Протягом четвертої стадії витягують решту запасів нафти. В цей період, що характеризує в цілому ефективність реалізованої системи розробки, визначають кінцеве значення кількості видобуваємої нафти, загальний термін розробки родовища і добувають основний об'єм попутної води.
Для деяких родовищ характерним є те, що слідом за першою стадією настає стадія падіння видобутку нафти (рис., крива 2). Іноді це відбувається вже в період введення родовища в розробку. Таке явище характерне для родовищ з в'язкими нафтами або тоді, коли до кінця першої стадії були досягнуті високі темпи розробки 12 — 20 % / рік і більше. Максимальний темп розробки не повинен перевищувати 8 — 10 % / рік, а в середньому за весь термін розробки величина його повинна бути в межах 3 — 5 % / год.

## Показники розробки
Для характеристики процесу вилучення нафти з надр застосовують показники, що визначають в часі інтенсивність та ступінь вилучення нафти, води і газу.
- Видобуток нафти qн — основний показник, сумарний по всіх видобувних свердловинах, пробурених на об'єкт за одиницю часу, і середньодобовий видобуток qнд, що припадає на одну свердловину. Характер зміни в часі цих показників залежить не лише від властивостей пласта і рідин, його насичуючих, але й від технологічних операцій, здійснюваних на родовищі на різних етапах розробки.

- Видобуток рідини qр — сумарний видобуток нафти і води за одиницю часу. Із свердловин нафтоносній частині покладу протягом певного часу безводного періоду експлуатації свердловин видобувають чисту нафту. На більшості родовищ рано чи пізно їх продукція починає обводнюватись. З цього моменту часу видобуток рідини перевищує видобуток нафти.

- Обводненість продукції В — відношення дебіту води до сумарного дебіту нафти і води. Цей показник змінюється в часі від нуля до одиниці. Характер зміни показника В залежить від ряду факторів. Один з основних — відношення в'язкості нафти до в'язкості води в пластових умовах .

- Темп відбору рідини — відношення річного видобутку рідини в пластових умовах до видобуваємих запасів нафти, виражається в % / рік.

- Водонафтовий фактор — відношення поточних значень видобутку води до нафти на даний момент розробки родовища, вимірюється в м3/т. Темп його збільшення залежить від темпу відбору рідини.

- Витрати нагнітаємих в пласт речовин. При здійсненні різних технологій з метою впливу на пласт використовують різні агенти, що поліпшують умови вилучення нафти з надр. Закачують у пласт воду або пар, вуглеводневі гази або повітря, двоокис вуглецю та інші речовини. Темп закачування цих речовин та їх загальна кількість, а також темп їх вилучення на поверхню з продукцією свердловин — найважливіші технологічні показники процесу розробки.
- Пластовий тиск. У процесі розробки тиск у пластах, що входять в об'єкт розробки, змінюється порівняно з початковим. Причому на різних ділянках площі він буде неоднаковим: поблизу нагнітальних свердловин максимальним, а поблизу видобувних — мінімальним. Для контролю за зміною пластового тиску використовують середньозважену по площі чи об'єму пласта величину. Для визначення середньозважених значень пластового тиску використовують карти ізобар, побудовані на різні моменти часу.

Важливі показники інтенсивності гідродинамічного впливу на пласт — тиски на вибоях нагнітальних і видобувних свердловин. За різницею між цими величинами визначають інтенсивність потоку рідини в пласті.
- Тиск на гирлі видобувних свердловин встановлюють і підтримують виходячи з вимог забезпечення збору та внутрішньопромислового транспорту продукції свердловин.
- Пластова температура. У процесі розробки цей параметр змінюється в результаті дросельних ефектів у привибійних зонах пласта, закачування в пласт теплоносіїв, створення в ньому рухомого фронту горіння.

## Інтернет-ресурси
- Методи розробки важких нафт і природних бітумів